# 光孝路

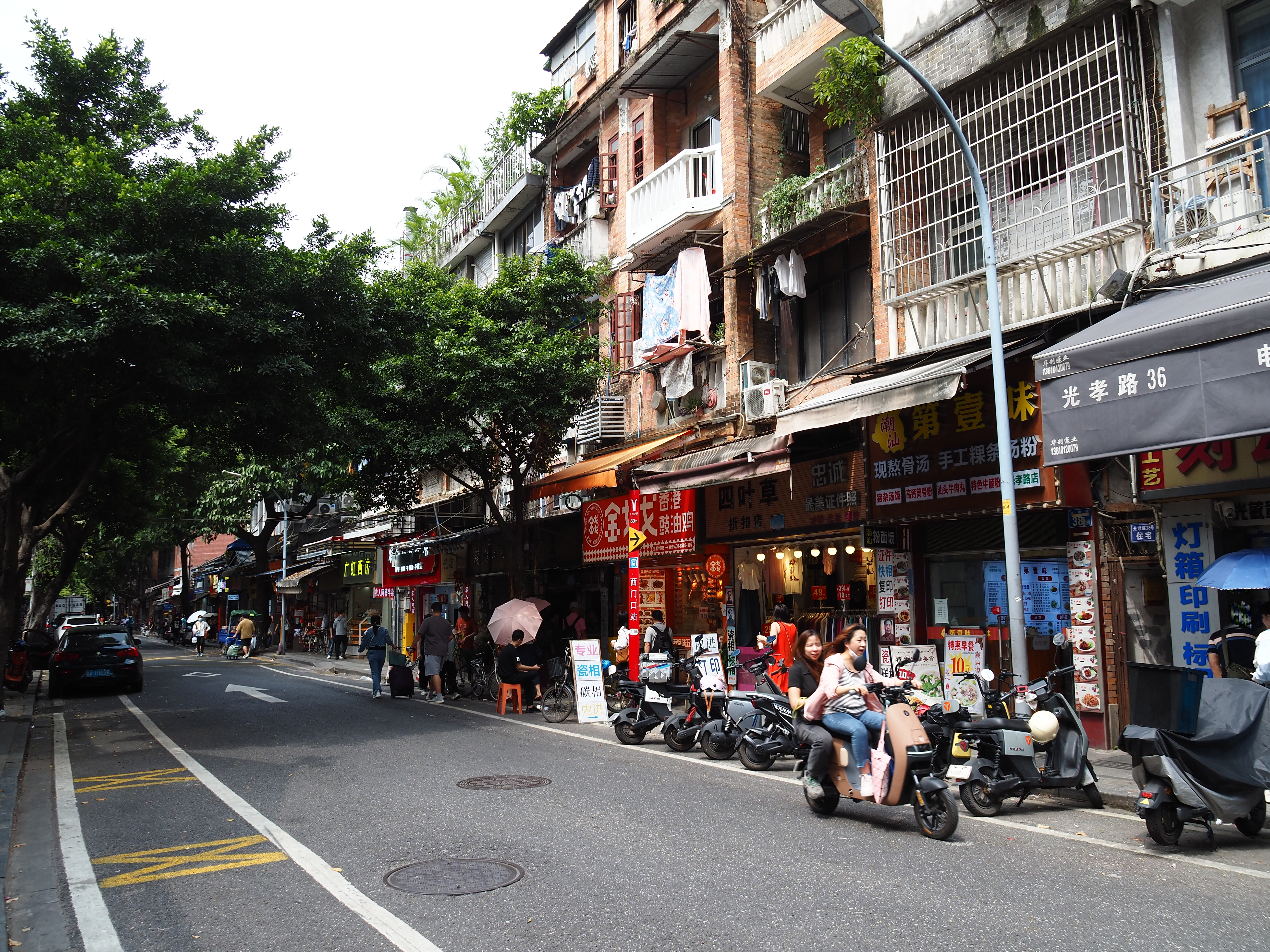
光孝路街景（2024年4月）

光孝路是中國廣東省廣州市越秀區的一條南北走向的道路，位於光孝寺以南，紙行路以北。全長340米，寬9米。

## 歷史
1930年，市政府擴建光孝街成光孝路。因其在光孝寺前而得名。文化大革命時期，光孝路被命名為紅書北路，1982年復名。

## 特色
北段毗鄰光孝寺，有較多素食、佛教用具的商店。
2006年，廣州電視台以一系列路名創作的公益廣告中，就包括光孝路，原話為“孝道，不止光孝路”。

## 道路旁著名建築
由北往南排列
- 光孝寺
- 基督教光孝堂
- 捷泰廣場

## 與之交匯道路
道路顺序由北往南排列
- 淨慧路
- 中山六路

## 公共交通
- 广州地铁1号线西門口站

均在鄰近路光孝路位置設有出口。

## 外部連結
1. ↑  .   [2008-02-01]. （原始内容存档于2012-10-24）.